# Errinopora zarhyncha
Errinopora zarhyncha is een hydroïdpoliep uit de familie Stylasteridae. De poliep komt uit het geslacht Errinopora. Errinopora zarhyncha werd in 1938 voor het eerst wetenschappelijk beschreven door Fisher. 